# Recuo dos glaciares desde 1850

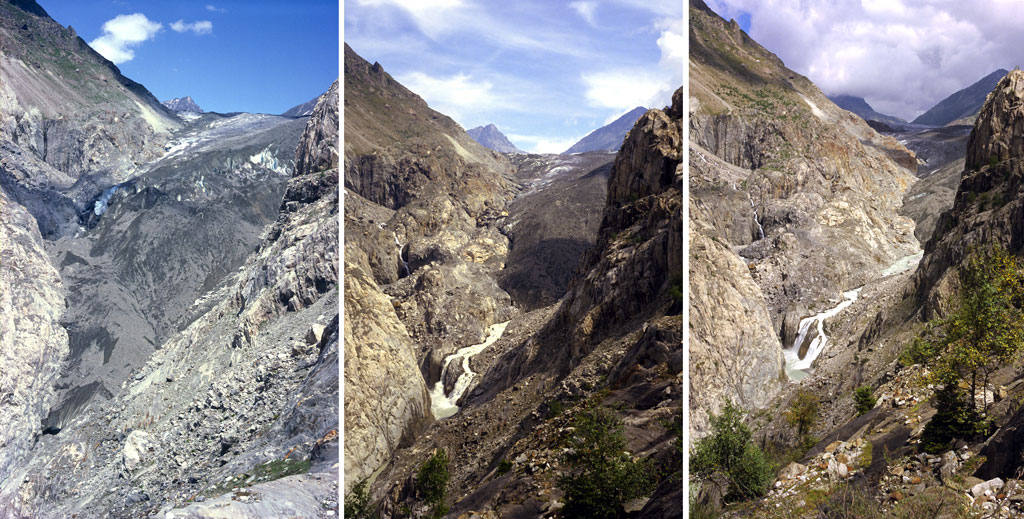
O glaciar Grosser Aletsch em 1979 (esq.), 1991 (centro) e 2002 (dir.)

O recuo dos glaciares desde 1850, de forma global e rápida, afeta a disponibilidade de água doce para irrigação e uso doméstico, as atividades de montanha, animais e plantas que dependem da água produzida durante os períodos de degelo, e num prazo mais alargado, o nível dos oceanos.
Estudada pelos glaciólogos, a coincidência temporal do recuo dos glaciares com o aumento medido da concentração de gases do efeito estufa na atmosfera é muitas vezes citada como pilar da evidência do aquecimento global antropogénico. As cordilheiras montanhosas das zonas temperadas como os Himalaias, Alpes, Montanhas Rochosas, Cordilheira das Cascatas e os Andes meridionais, bem como cumes tropicais isolados como o monte Kilimanjaro na África, apresentam, proporcionalmente, a maior diminuição da extensão dos glaciares.

A Pequena Idade do Gelo foi um período, que se estendeu aproximadamente de 1550 a 1850, em que o mundo esteve sob temperaturas relativamente baixas quando comparadas com as atuais. Subsequentemente, até 1940 os glaciares um pouco por todo o mundo retrocederam à medida que o clima se tornava mais quente. O recuo glaciar abrandou, e em muitos  casos foi mesmo revertido, entre 1950 e 1980 em resultado de um ligeiro arrefecimento global. Porém, desde 1980 um significativo aquecimento global tem conduzido ao recuo cada vez mais rápido e generalizado, de tal forma que muitos glaciares desapareceram e a existência de grande parte dos que restam no mundo está ameaçada. Em regiões como os Andes na América do Sul e Himalaias na Ásia, o desaparecimento dos glaciares aí existentes poderá afetar significativamente os recursos hídricos disponíveis.
A regressão dos glaciares de montanha, especialmente na América do Norte ocidental, Ásia, Alpes, Indonésia e África e ainda nas regiões tropicais e subtropicais da América do Sul, tem sido utilizada como evidência qualitativa do aumento da temperatura ao nível planetário desde o final do século XIX
. Os recentes recuo substancial e aumento da velocidade de recuo verificados desde 1995 em certos glaciares dos mantos de gelo da Gronelândia e da Antártida Ocidental, podem ser o prenúncio de uma subida do nível do mar, com efeitos potencialmente dramáticos nas regiões costeiras de todo o mundo.

## Balanço de massa em glaciares

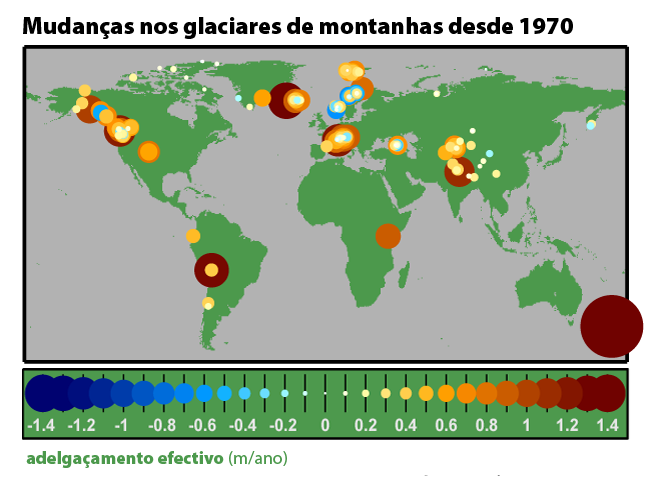
Este mapa mostra as mudanças nos balanços de massa em glaciares de montanha desde 1970: adelgaçamento a amarelo e vermelho e espessamento a azul.

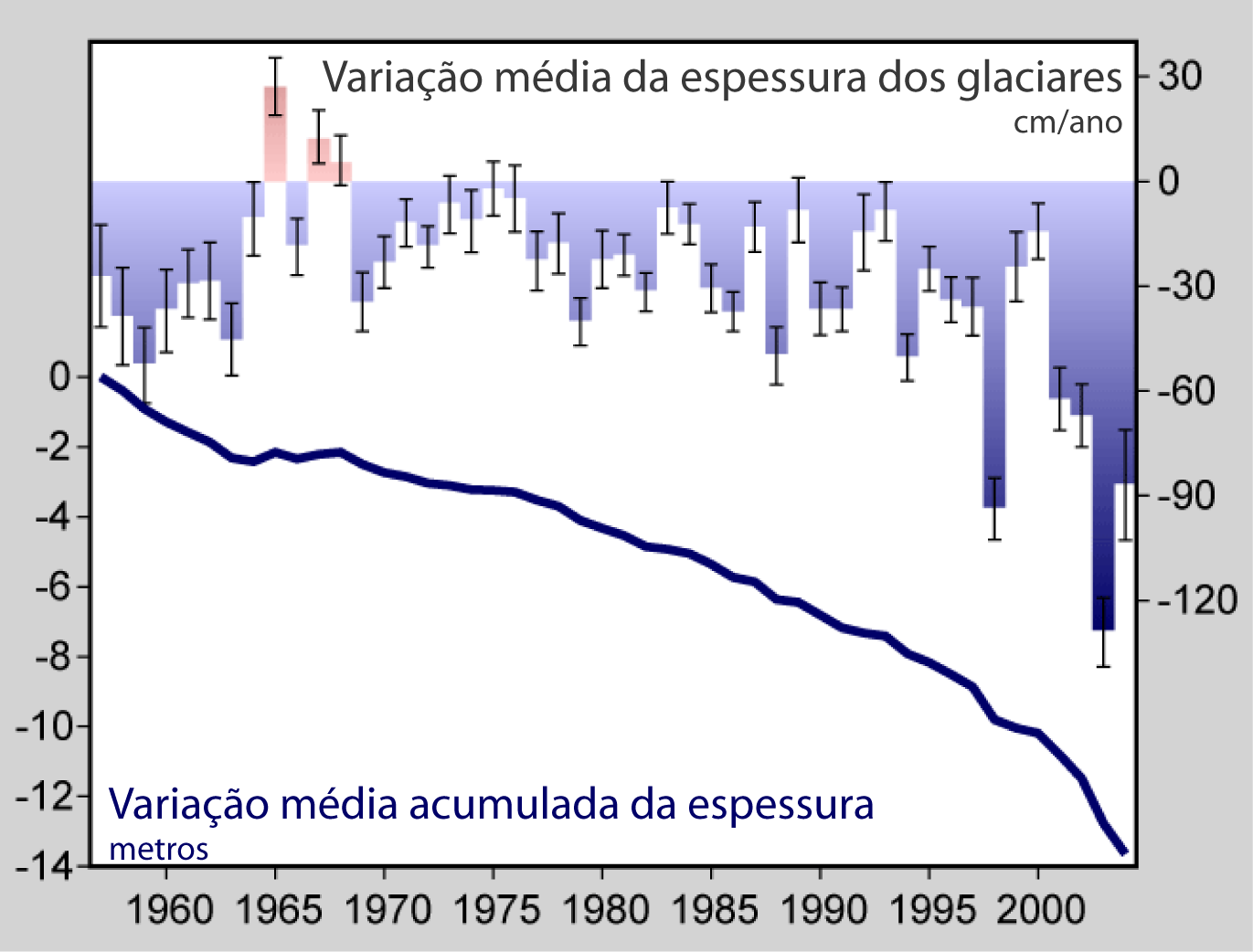
Balanço de massa dos glaciares a nível global, nos últimos 50 anos, relatado ao WGMS e NSIDC. A tendência crescente de diminuição nos finais da década de 1980 é sintomática do aumento do ritmo de recuo e do número de glaciares em recuo.

Crucial para a sobrevivência de um glaciar é o seu balanço de massa, isto é, a diferença entre a acumulação e a ablação (a perda de gelo por derretimento e sublimação) num glaciar. As alterações climáticas podem provocar variações na temperatura e na queda de neve, levando a mudanças no balanço de massa. Um glaciar com um balanço negativo continuado não está em equilíbrio e retrocederá. Um glaciar com um balanço positivo está também fora de equilíbrio, e avançará para restabelecê-lo. Atualmente há alguns glaciares em crescimento, apesar de os seus modestos ritmos de crescimento sugerirem que não se encontram muito longe do ponto de equilíbrio.
O recuo de um glaciar resulta na perda da sua região menos elevada. Uma vez que nas elevações maiores as temperaturas são mais baixas, o desaparecimento da porção mais baixa de um glaciar reduz a perda total, aumentando assim o balanço de massa e potencialmente restabelecendo o equilíbrio. Porém, se o balanço de massa de uma porção significativa da zona de acumulação é negativo, o glaciar encontra-se em desequilíbrio com o clima e derreterá se este não se tornar mais frio e/ou se não ocorrer um aumento na quantidade de precipitação gelada.[carece de fontes?]
O sintoma chave de um glaciar em desequilíbrio é o seu adelgaçamento ao longo de toda a sua extensão. Por exemplo, o glaciar Easton (ver abaixo) provavelmente diminuirá a sua extensão para metade, mas com um ritmo de redução decrescente. No entanto, o glaciar Grinnell, verá a sua extensão diminuída a um ritmo crescente, até desaparecer totalmente. A diferença entre estes dois casos é que a secção superior do glaciar Easton mantém-se em bom estado e coberta de neve, enquanto que mesmo na sua secção mais elevada o glaciar Grinnell se encontra sem cobertura de neve, derretendo-se e diminuindo a sua espessura. Pequenos glaciares com pequena variação da altitude ao longo da sua extensão entram mais facilmente em desequilíbrio com o clima.[carece de fontes?]
Os métodos utilizados para medir o recuo dos glaciares incluem a marcação do seu ponto terminal, cartografia por GPS, cartografia aérea e altimetria por laser.[carece de fontes?]

## Glaciares tropicais
Os glaciares tropicais encontram-se situados entre o Trópico de Câncer e o Trópico de Capricórnio, na região entre 23º26'22 a norte ou sul do equador. Os glaciares tropicais são os mais estranhos de todos os glaciares, por várias razões. Em primeiro lugar, os trópicos são a zona mais quente do planeta. Além disso, as mudanças sazonais são mínimas com temperaturas elevadas durante todo o ano, resultando na ausência de um inverno frio durante o qual a neve e o gelo se possam acumular. Por último, são poucas as montanhas situadas nestas regiões suficientemente altas para que sobre elas exista ar suficientemente frio para que se formem glaciares. Todos os glaciares situados nos trópicos encontram-se em picos montanhosos isolados e elevados. De um modo geral, os glaciares tropicais são menores que os encontrados nas outras regiões e são os que mais facilmente mostram uma resposta rápida a padrões climáticos em mudança. Um pequeno aumento de temperatura, de apenas alguns graus, pode ter um impacto quase imediato e adverso nos glaciares tropicais.

### África
Com a quase totalidade do continente africano situado nas zonas de clima tropical e subtropical, os glaciares restringem-se a dois picos isolados e à cordilheira de Ruwenzori. O Kilimanjaro, com 5895 m, é o pico mais alto do continente. Desde 1912, a cobertura glaciar no cume do Kilimanjaro, regrediu aparentemente 75%, e o volume de gelo é atualmente 80% menor do que aquele de há um século atrás, devido ao recuo e ao adelgaçamento. No período de 14 anos compreendido entre 1984 e 1998, uma secção do glaciar no cume desta montanha regrediu 300 m. Um estudo efetuado em 2002 determinou que, mantidas as condições atuais, os glaciares no cume do Kilimanjaro desaparecerão entre 2015 e 2020. Um relatório de março de 2005 indicava que já quase não resta gelo glaciar nesta montanha, sendo a primeira vez em 11 000 anos que o solo é exposto em porções do cume.

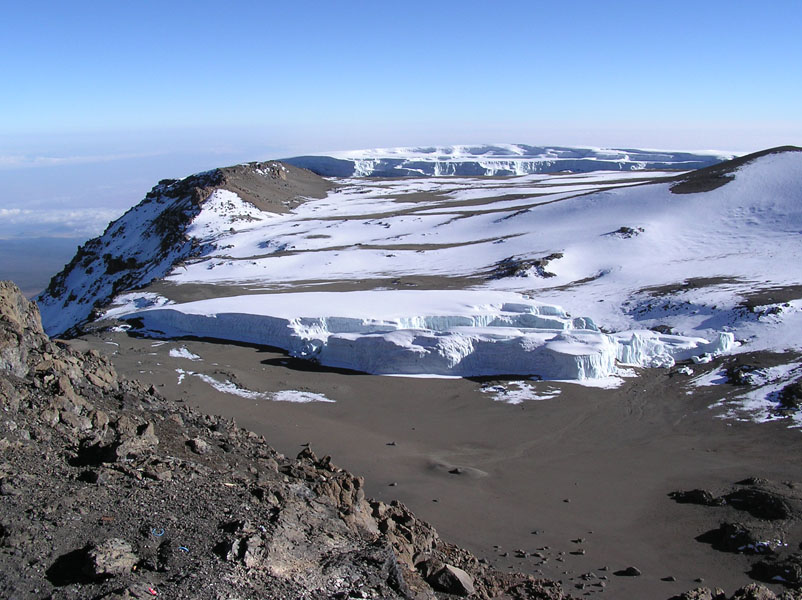
Glaciar Furtwängler no cume do Kilimanjaro (em primeiro plano)

O glaciar Furtwängler situa-se próximo do cume do Kilimanjaro. Entre 1976 e 2000, a área deste glaciar diminuíu quase 50%, de 113 000 m² para 60 000 m². Durante trabalhos de campo efetuados no início de 2006, os cientistas descobriram um grande buraco próximo do centro deste glaciar. Este buraco, atravessando a espessura restante do glaciar até à rocha subjacente, que é igual a 6 m, deverá aumentar de tamanho e partir o glaciar em dois em 2007.
A norte do Kilimanjaro situa-se o monte Quénia, que com os seus 5 199 m de altitude é a segunda montanha mais alta do continente africano. O monte Quénia tem vários pequenos glaciares que perderam pelo menos 45% da sua massa desde meados do século XX. De acordo com dados compilados pelo U.S. Geological Survey (USGS), em 1900 existiam dezoito glaciares no monte Quénia e em 1986 apenas restavam onze. A área total coberta pelos glaciares era 1.6 km² em 1900, porém em 2000 apenas cerca de 25% (ou 0.4 km²) desta área subsistia.
A ocidente dos montes Kilimanjaro e Quénia, erguem-se a uma altitude de 5 109 m os montes Ruwenzori. Evidências fotográficas deste conjunto de elevações mostram uma redução marcada das áreas cobertas por glaciares durante o século passado. No período de 35 anos compreendido entre 1955 e 1990, os glaciares nos montes Ruwenzori recuaram cerca de 40%. Dada a sua proximidade  à forte humidade da região do Congo, crê-se que os glaciares nos montes Ruwenzori possam ter um ritmo de recuo mais lento que os do Kilimanjaro e Quénia.

### América
Um estudo levado a cabo por glaciólogos na América do Sul, revela outro recuo. Mais de 80% de todo o gelo glaciar nos Andes setentrionais encontra-se concentrado nos picos mais altos em pequenos glaciares com cerca de 1 km² de superfície. Uma observação realizada aos glaciares de Chacaltaya na Bolívia e Antizana no Equador entre 1992 e 1998 indica que a taxa de perda de espessura em cada um destes glaciares se situou entre 0.6 e 1.4 m por ano. Os números referentes ao glaciar de Chalcataya mostram uma perda de 67% do seu volume e de 40% da sua espessura durante o mesmo período. Desde 1940 o glaciar de Chacaltaya perdeu cerca de 90% da sua massa e espera-se que desapareça totalmente entre 2010 e 2015. Outros estudos indicam que desde meados da década de 1980, o ritmo de recuo destes glaciares tem aumentado.

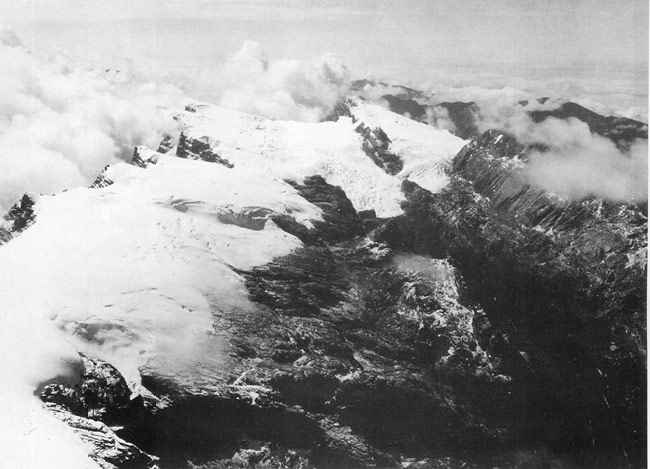
Calota de Puncak Jaya em 1936 (USGS)

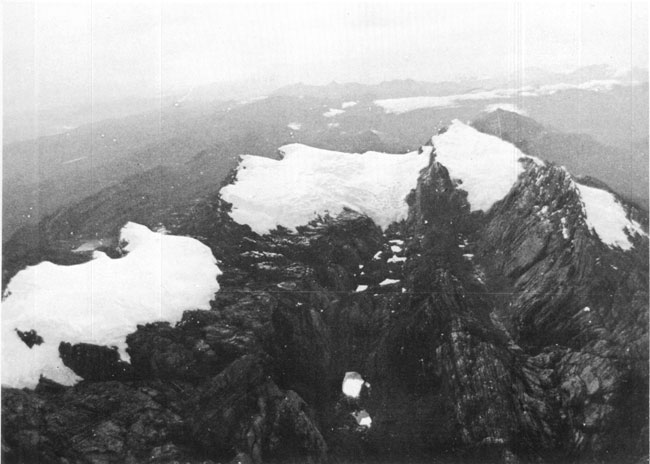
Glaciares de Puncak Jaya em 1972. Da esq. para a dir.: Northwall Firn, glaciar Meren e glaciar Carstensz. (USGS)

Mais para sul, no Peru, os Andes atingem de um modo geral altitudes mais altas, existindo aqui cerca de 722 glaciares que cobrem uma área de 723 km². A investigação sobre esta zona dos Andes é menos extensa e aponta para um recuo total de 7% entre 1977 e 1983.
A calota de Quelccaya é a maior calota de gelo tropical do mundo, e todos os glaciares que nela têm a sua origem se encontram em recuo. No caso do maior destes glaciares, o glaciar Qori Kalis, a velocidade de recuo atingiu os 155 m por ano durante o período de três anos ente 1995 e 1998. O gelo derretido formou um grande lago na frente do glaciar desde 1983, e pela primeira vez em milhares de anos os solos subjacentes foram postos a descoberto.

### Oceania
Na grande ilha da Nova Guiné, existem evidências fotográficas de um recuo maciço de glaciares desde a exploração aérea da região no início da década de 1930. Dada a posição desta ilha dentro da zona tropical, a variação sazonal da temperatura varia de pouca a nenhuma. A localização tropical tem um nível de precipitação (chuva e neve) previsivelmente estável, bem como nebulosidade durante todo o ano, e não ocorreu uma alteração significativa na quantidade de humidade durante o século XX. Com 7 km² a calota de gelo de Puncak Jaya é a maior da ilha, e desde 1936 retrocedeu de uma única massa maior para vários pequenos corpos glaciares. Nestes glaciares menores, investigações feitas entre 1973 e 1976 mostraram um recuo de 200 m no glaciar Meren e de 50 m no glaciar Carstensz. O Northwall Firn, um dos maiores blocos restantes da calota de gelo que outrora se situava nos cumes de Puncak Jaya, dividiu-se em vários glaciares individualizados desde 1936. O recurso a imagens do satélite IKONOS obtidas em 2004 sobre os glaciares da Nova Guíné forneceu novas e dramáticas informações. As imagens indicavam que no período de dois anos entre 2000 e 2002, a parte oriental do Northwall Firn havia perdido 4.5% da sua massa, a parte ocidental 19.4% e Carstenz 6.8%. Ficou-se também a saber que, em algum momento entre 1994 e 2000 o glaciar Meren havia desaparecido.
Além dos glaciares de Puncak Jaya, outra pequena mancha de gelo que se sabe ter existido no cume do Puncak Trikora desapareceu completamente entre 1939 e 1962.

## Glaciares em latitudes médias
Estes glaciares situam-se entre o Trópico de Câncer e o Círculo Polar Ártico ou entre o Trópico de Capricórnio e o Círculo Polar Antártico. Estas duas regiões apresentam gelo glaciar em glaciares de montanha, glaciares de vale e até mesmo calotas de gelo mais pequenas, geralmente situados em regiões montanhosas mais elevadas. Todos estes glaciares se encontram em cadeias montanhosas, destacando-se os Himalaias, os Alpes, as Montanhas Rochosas, as cordilheiras da costa norte-americana do Pacífico, os Andes na América do Sul e as montanhas da ilha-nação Nova Zelândia. Nestas latitudes os glaciares são mais frequentes e tendem a ser maiores quanto mais próximos se encontrarem das regiões polares. Estes glaciares são os mais estudados ao longo dos últimos 150 anos. Tal como no caso dos glaciares situados na zona tropical, praticamente todos os glaciares das latitudes médias encontram-se num estado de balanço de massa negativo, estando em recuo.[carece de fontes?]

### Europa

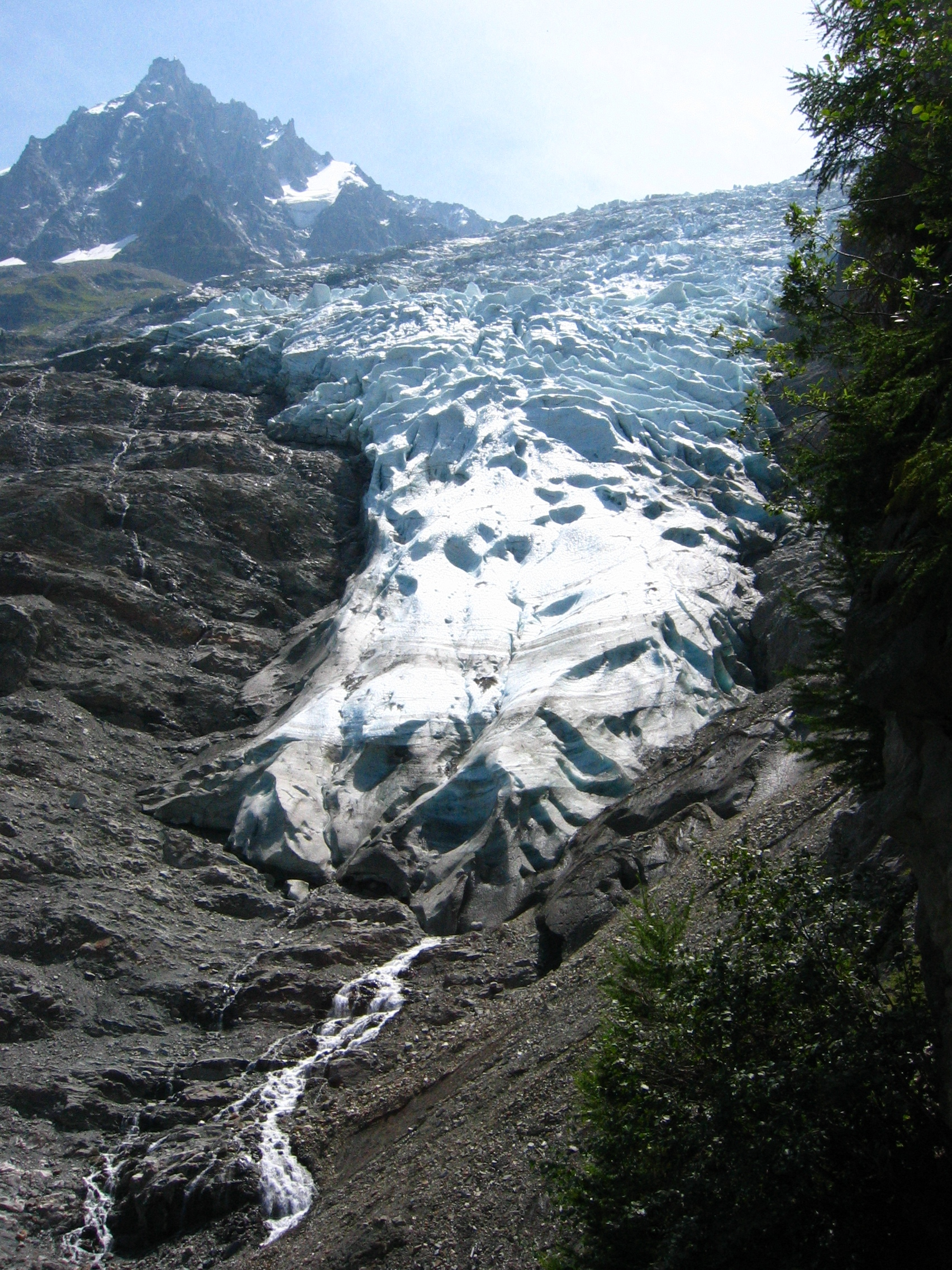
Término do glaciar dos Bossons, França, 2007

O World Glacier Monitoring Service (WGMS) elabora, a cada 5 anos, relatórios sobre as mudanças no ponto terminal dos glaciares, isto é, na sua extremidade menos elevada. No seu relatório de 1995-2000, foram registadas variações no ponto terminal de vários glaciares dos Alpes. No período de cinco anos entre 1995 e 2000, 103 dos 110 glaciares examinados na Suíça, 95 dos 99 na Áustria, a totalidade de 69 na Itália e 6 na França, encontravam-se em recuo. Os glaciares franceses sofreram um recuo abrupto no período 1942-53 seguido de avanços até 1980, e logo novo recuo a partir de 1982. Como exemplo, desde 1870 o glaciar Argentiére e o glaciar do monte Branco recuaram 1150 e 1400 m, respetivamente. O maior glaciar francês, o mer de Glace, com 11 km de extensão e 400 m de espessura, perdeu 8,3% do seu comprimento (ou 1 km), em 130 anos e diminui a sua espessura ao longo da secção média em 27% (ou 150 m) desde 1907. O glaciar dos Bossons em Chamonix, França, recuou 1200 m relativamente à sua extensão em princípios do século XX. Em 2005, dos 91 glaciares suiços estudados, 84 recuaram relativamente à posição dos seus pontos terminais em 2004 e os restantes 7 não apresentavam alterações.
Outros investigadores descobriram que os glaciares alpinos parecem estar a recuar a um ritmo mais rápido que o de há algumas décadas. Em 2005, dos 91 glaciares observados, 84 estavam em recuo e nenhum em avanço. O glaciar Trift, recuou mais de 500 m em apenas 3 anos (2003 a 2005), o que equivale a 10% da sua extensão total. O glaciar de Aletsch, o maior glaciar da Suíça, recuou 2600 m desde 1880. Esta velocidade de recuo também aumentou desde 1980, com 30% (ou 800 m) do recuo total a ocorrer nos últimos 20% do período de tempo considerado. De igual modo, dos glaciares situados nos Alpes italianos, apenas um terço se encontravam em recuo em 1980, enquanto que em 1999 os glaciares em recuo constituíam 89% do total. Os investigadores descobriram que entre 2004 e 2005 todos os glaciares nos Alpes italianos se encontravam em recuo. Fotografias repetidas ao longo do tempo em vários pontos dos Alpes, são uma evidência clara de que os glaciares desta região recuaram significativamente nas últimas décadas
. O glaciar Morteratsch, na Suíça, é um exemplo chave. As medições anuais da variação do comprimento foram iniciadas em 1878. O recuo total desde 1878 até 1998 é de 2 km com uma velocidade média de recuo aproximadamente igual a 17 m/ano. Este valor médio de longo prazo foi notoriamente ultrapassado em anos recentes com 30 m/ano para o período 1999-2005.
Um dos maiores motivos de precupação, e que no passado teve grande impacto em termos de vidas e propriedade destruídas, são as inundações provocadas pela cedência das paredes de lagos glaciares. Os glaciares juntam rochas e solo, que foram removidos das encostas das montanhas ao longo do tempo, na sua extremidade terminal. Estas pilhas de materiais muitas vezes formam barragens que retêm atrás de si água, formando lagos glaciares à medida que os glaciares derretem e recuam desde as suas extensões máximas. Estas morenas terminais são muitas vezes instáveis, conhecendo-se casos em que ocorreram roturas devido à grande quantidade de água retida ou devido a deslocamentos provocados por terramotos, deslizamentos ou avalanchas. Se um glaciar apresenta um ciclo de derretimento rápido durante os meses mais quentes do ano, a morena terminal pode não ser suficientemente resistente para continuar a reter a água acumulada atrás dela, conduzindo a uma inundação maciça e localizada. O risco de ocorrência deste tipo de inundações é crescente devido à criação e expansão de lagos glaciares como resultado do recuo dos glaciares. Inundações passadas foram mortíferas e causaram grandes danos materiais. Vilas e aldeias situadas em vales estreitos e escarpados, situados a jusante de lagos glaciares, são aquelas que correm maior risco. Em 1892, uma tal inundação libertou cerca de 200,000 m³ de água do lago do glaciar de Tête Rousse, provocando a morte de 200 pessoas na localidade francesa de Saint Gervais. Sabe-se que as inundações deste tipo podem ocorrer em qualquer região do mundo onde existam glaciares. Espera-se que a continuação do recuo dos glaciares crie e expanda lagos glaciares, aumentando assim o risco de futuras inundações.[carece de fontes?]

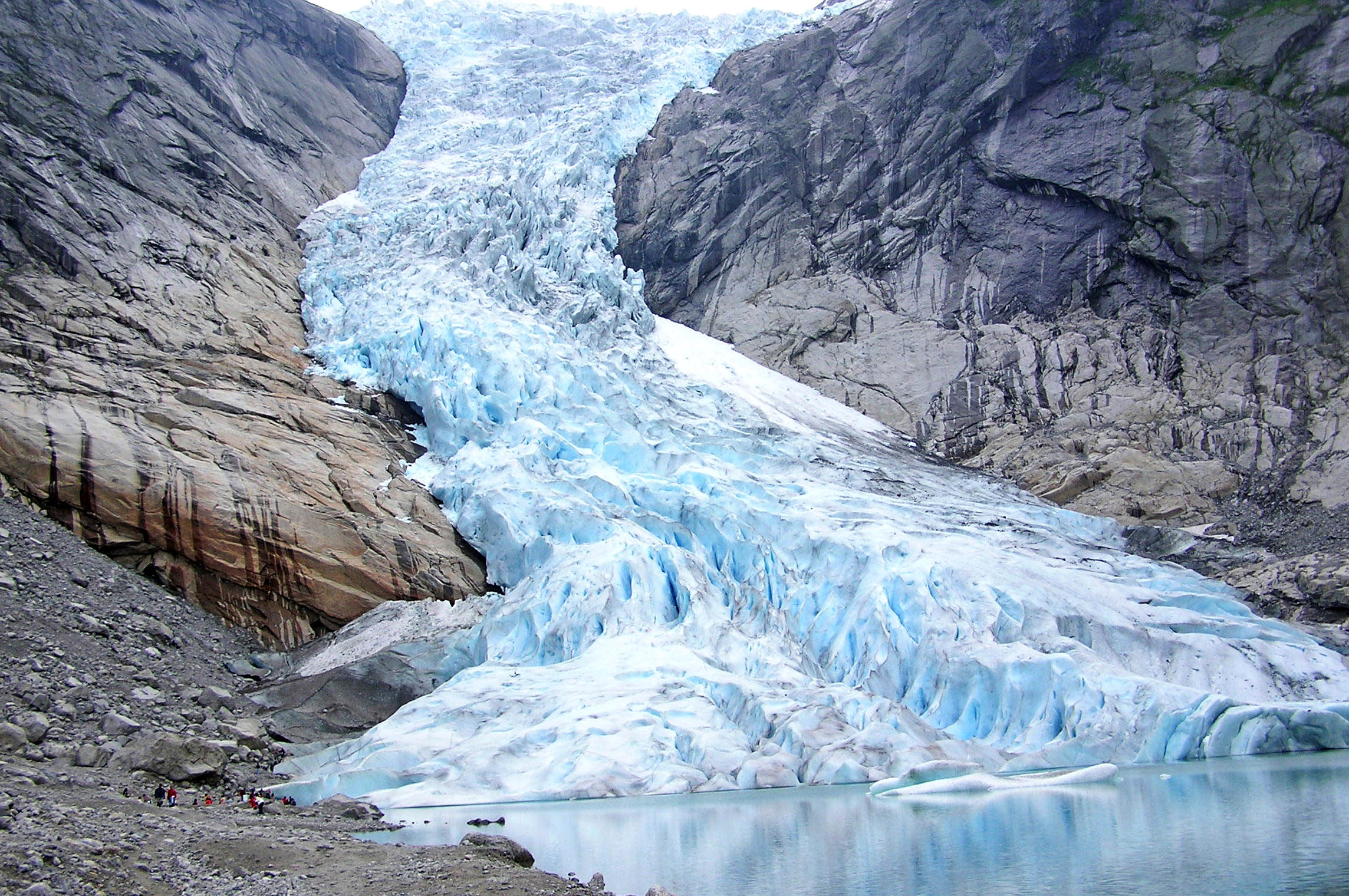
Glaciar Briksdal, Noruega, 2006

Apesar de os glaciares dos Alpes receberem maior atenção dos glaciólogos que os de outras regiões da Europa, as várias investigações realizadas indicam que um pouco por toda a Europa os glaciares se encontram presentemente em recuo. Nos montes Kebnekaise, no norte da Suécia, um estudo de 16 glaciares efetuado entre 1990 e 2001, concluiu que 14 se encontravam em recuo, um em avanço e um encontrava-se estável. Durante o século XX, os glaciares da Noruega recuaram em termos globais, apesar da ocorrência de breves períodos de avanço em 1910, 1925 e na década de 1990. Nesta última, 11 dos 25 glaciares noruegueses observados avançaram devido a vários invernos consecutivos com precipitação acima da média. Porém, após vários anos consecutivos com invernos com precipitação reduzida desde 2000, e com vários verões com recordes de temperaturas elevadas em 2002 e 2003, os glaciares da Noruega diminuíram significativamente a sua extensão. Em 2005, apenas 1 dos 25 glaciares monitorizados na Noruega, se encontrava em avanço, dois estavam estacionários e 22 em recuo. O glaciar norueguês Enga recuou 179 m desde 1999, enquanto que os glaciares Brenndals e Rembesdalsskåka recuaram 116 e 206 m, respetivamente, desde 2000. O glaciar Briksdal recuou 96 m só em 2004, o maior recuo num só ano desde que as observações deste glaciar se iniciaram em 1900. Na totalidade, o Briksdal recuou 176 m entre 1999 e 2005.

### Ásia

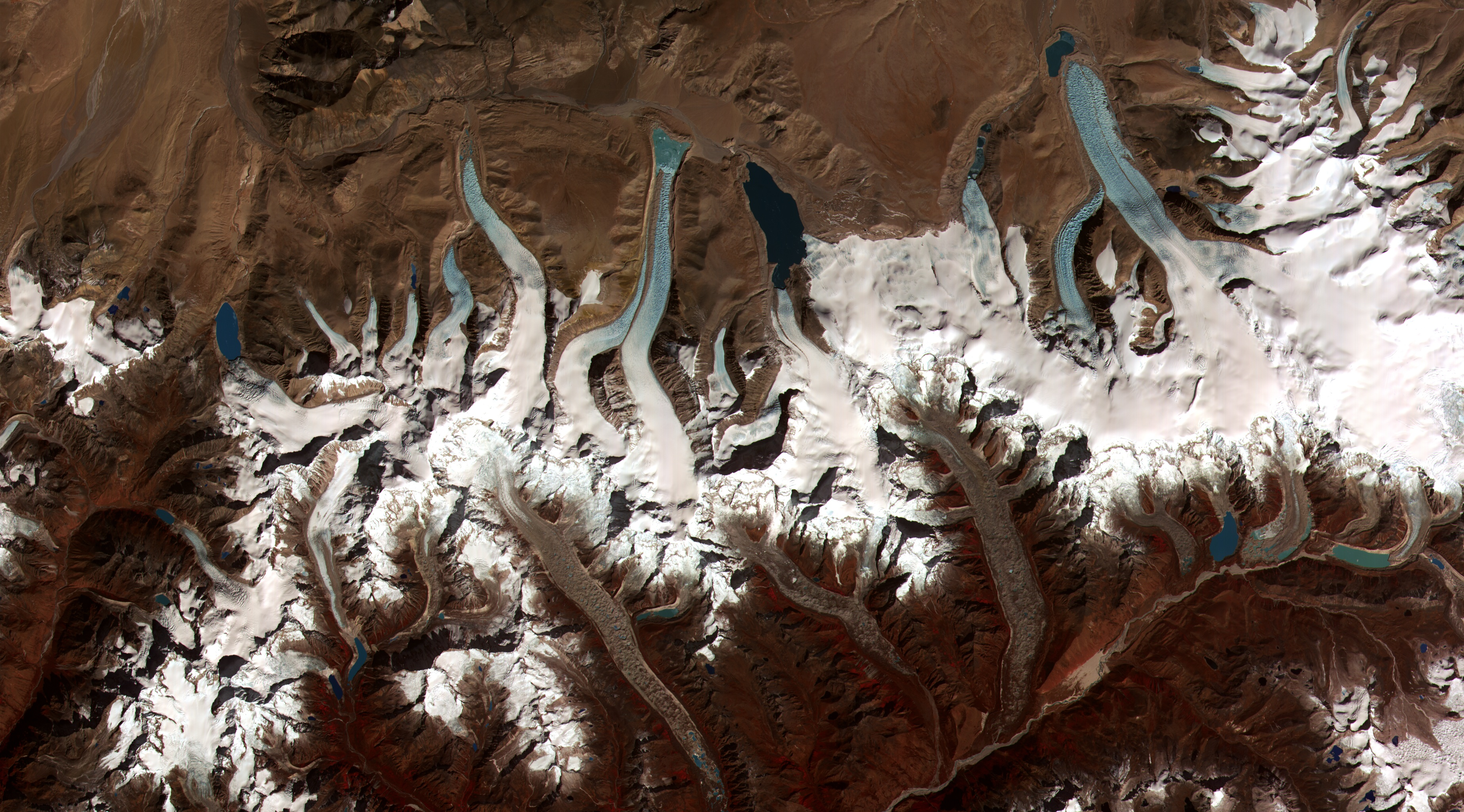
Esta imagem da NASA mostra a formação de numerosos lagos glaciares nos pontos terminais de glaciares (manchas azuladas) em recuo no Butão (Himalaias).

Os Himalaias e outras cadeias montanhosas da Ásia Central apresentam grandes regiões glaciares. Estes glaciares fornecem água que é vital para países áridos como a Mongólia, China ocidental, Paquistão e Afeganistão. Tal como sucede com outros glaciares por todo o mundo, os glaciares asiáticos atravessam um período de declínio rápido da sua massa. A perda destes glaciares produziria um tremendo impacto no ecossistema desta região.[carece de fontes?]
Um relatório elaborado pelo WWF, concluiu que 67% dos glaciares dos Himalaias estão em recuo. O exame de 612 glaciares na China entre 1950 e 1970, mostra que 53% dos glaciares estudados estão em recuo. Depois de 1990, as medições destes glaciares mostram que 95% deles estão em recuo, indicando que o recuo destes glaciares se tornava mais generalizado. Os glaciares na região do monte Everest, nos Himalaias, encontram-se todos em estado de recuo. O glaciar Khumbu, que é uma das principais rotas de acesso à base do monte Everest, recuou 5 km desde 1953. O glaciar Rongbuk, que drena a face norte do Everest para o Tibete, está em recuo ao ritmo de 20 m por ano. Na Índia, o glaciar Gangotri, que é uma fonte principal da água do rio Ganges, recuou 34 m por ano entre 1970 e 1996 e 30 m por ano desde o ano 2000. Com o recuo dos glaciares nos Himalaias, foram criados vários lagos glaciares. Fonte de crescente preocupação são as possíveis inundações causadas pela rotura das morenas terminais que retêm as águas destes lagos glaciares. Investigadores estimam que cerca de 20 lagos no Nepal e 24 no Butão constituem um perigo para populações humanas em caso de ocorrerem roturas. Um dos lagos identificado como potencialmente perigoso é o Raphstreng Tsho no Butão, com 1.6 km de comprimento, 0.96 km de largura e 80 m de profundidade em 1986. Em 1995 o lago havia-se expandido para 1.94 km de comprimento, 1.13 km de largura e 107 m de profundidade. Em 1994, uma inundação provocada por uma rotura no Luggye Tsho, um lago glaciar adjacente ao Raphstreng Tsho, matou 23 pessoas.
Nas montanhas de Ak-Shirak no Quirguistão, os glaciares sofreram uma pequena perda entre 1943 e 1977 e uma perda acelerada de 20% da sua massa entre 1977 e 2001. Nas montanhas de Tian Shan, nas fronteiras do Quirguistão com a China e Cazaquistão, os estudos efetuados na sua porção norte mostram que os glaciares que fornecem água a esta região árida perderam cerca de 2 km³ de gelo por ano entre 1955 e 2000. Este estudo da Universidade de Oxford relatou ainda que em média, 1.28% do volume destes glaciares tinha sido perdido entre 1974 e 1990.
A sul das Tian Shan, a cordilheira Pamir situada sobretudo no Tajiquistão, tem milhares de glaciares, encontrando-se todos em recuo. Durante o século XX, os glaciares do Tajiquistão perderam  20 km³ de gelo. O glaciar Fedchenko, com os seus 77 km de extensão, o maior do Tajiquistão e o mais longo dos glaciares não polares da Terra, perdeu 1.4% do seu comprimento (ou 1 km), 2 km³ do seu volume e 11 km² de área glaciar durante o século XX. Similarmente, o vizinho glaciar Skogatch perdeu 8% da sua massa total entre 1969 e 1986. O Tajiquistão e os países vizinhos da cordilheira de Pamir são altamente dependentes do escoamento das águas glaciares, pois estas asseguram o caudal dos rios durante as secas e estações secas que ocorrem todos os anos. A continuação do desaparecimento do gelo glaciar resultará num aumento do escoamento de águas dos glaciares a curto prazo, seguido por um decréscimo, a longo prazo, da água derretida nos glaciares que flui para os rios e ribeiros.

### Oceania

Estes glaciares na Nova Zelândia têm mantido um recuo rápido durante os últimos anos. Repare-se nos lagos terminais, o recuo do gelo branco (gelo livre da cobertura das morenas), e as morenas mais altas devido ao adelgaçamento do gelo.

Na Nova Zelândia, os glaciares de montanha encontram-se em recuo generalizado desde 1890, com uma aceleração do recuo desde 1920. A maioria dos glaciares adelgaçaram de forma mensurável e perderam extensão e as zonas de acumulação de neve passaram a situar-se a altitudes cada vez maiores com o decorrer do século XX. Durante o período entre 1971 e 1975 o glaciar Ivory recuou 30 m no seu ponto terminal tendo ocorrido simultaneamente a perda de 26% da sua superfície. Desde 1980, numerosos pequenos lagos glaciares formaram-se atrás das novas morenas terminais de vários destes glaciares. Glaciares como o Classen, Godley e Douglas apresentam lagos glaciares recentes abaixo dos seus pontos terminais, devido ao recuo ocorrido nos últimos 20 anos. Imagens de satélite indicam que estes lagos continuam a expandir-se.
Vários glaciares, como os muito visitados glaciares Fox e Franz Josef na Nova Zelândia, avançaram periodicamente, sobretudo na década de 1990, mas a escala destes avanços é pequena quando comparada com o recuo ocorrido ao longo do século XX. Estes grandes glaciares, de fluxo rápido e situados em encostas muito inclinadas têm-se mostrado muito reativos a pequenas alterações dos seus balanços de massa. Alguns anos de condições favoráveis ao avanço dos glaciares, tais como maior queda de neve e temperaturas mais baixas, são rapidamente refletidas num avanço correspondente, seguido por um recuo igualmente rápido quando essas condições favoráveis deixam de existir. Os glaciares que se encontram em avanço em alguns locais da Nova Zelândia encontram-se neste estado devido a uma alteração climática temporária associada ao fenómeno El Niño, que trouxe mais precipitação e verões mais frescos e nublados desde 2002.

### América do Norte

#### Estados Unidos da América

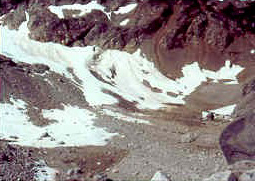
O glaciar Lewis, Parque Nacional North Cascades depois de derreter em 1990.

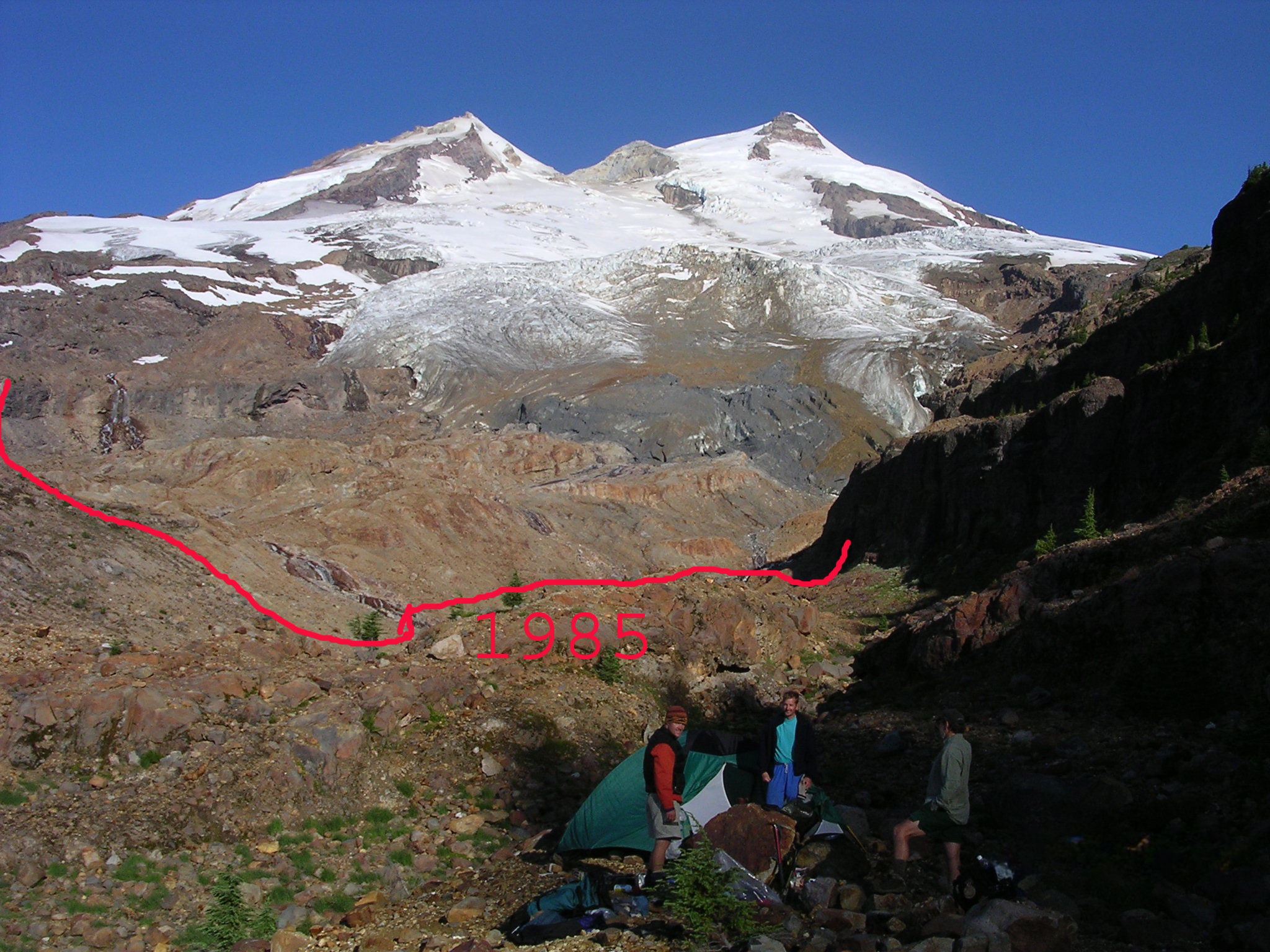
O glaciar Boulder recuou 450 m entre 1987 e 2005.

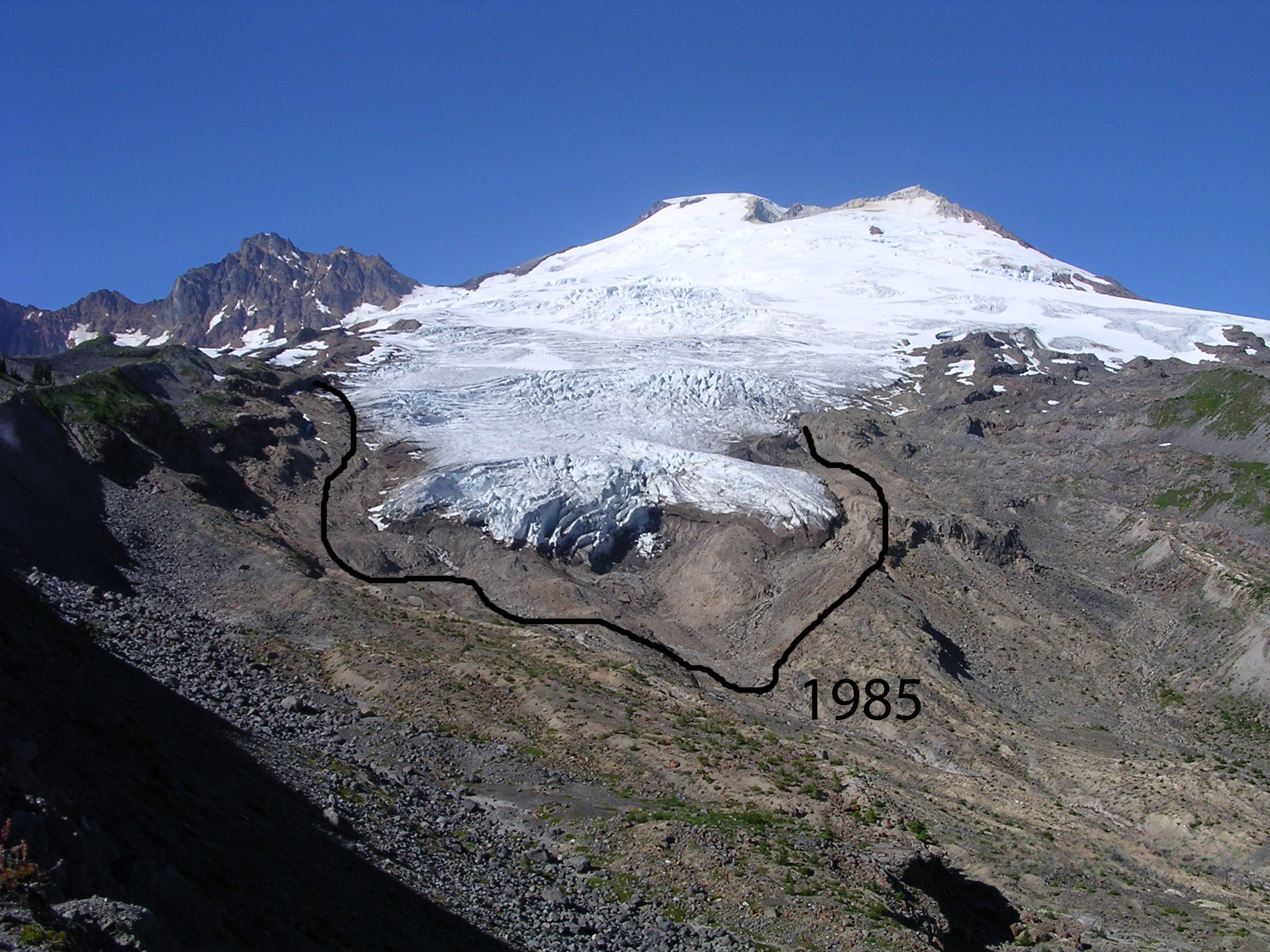
O glaciar Easton recuou 255 m entre 1990 e 2005.

Os glaciares da América do Norte situam-se sobretudo ao longo das Montanhas Rochosas nos Estados Unidos da América e Canadá, e nas cordilheiras da Costa do Pacífico que se estendem desde o Alasca até ao norte da Califórnia. Apesar de a Gronelândia estar geologicamente associada à América do Norte, faz também parte da região ártica. Além de alguns glaciares de maré, como o glaciar Taku, que se encontram na fase de avanço do ciclo de glaciares costeiros prevalente ao longo da costa do Alasca, virtualmente todos os glaciares da América do Norte se encontram em recuo. A velocidade de recuo observada cresceu rapidamente desde 1980, e de um modo geral em cada década que passa observam-se velocidades de recuo maiores que na década precedente. Existem também alguns glaciares vestigiais dispersos pela Sierra Nevada da Califórnia e Nevada.
A cordilheira das Cascatas no oeste da América do Norte, estende-se desde o sul da Colúmbia Britânica no Canadá, até ao norte da Califórnia. Exceptuando o Alasca, cerca de metade da área glacial dos Estados Unidos da América está contida nos mais de 700 glaciares do Parque Nacional North Cascades, uma extensão da cordilheira entre a fronteira com o Canadá e o centro do estado de Washington. Estes glaciares contêm tanta água como aquela contida em todos os lagos e albufeiras do resto do estado, fornecendo muita da água que alimenta os caudais de rios e ribeiros durante os meses secos do verão, ou seja, cerca de 870,000 m³.
Tão recentemente como em 1975, muitos glaciares de North Cascades encontravam-se em avanço devido ao tempo mais frio e precipitação superior ao normal que se verificaram entre 1944 e 1976. No entanto, em 1987 todos os glaciares de North Cascades encontravam-se em recuo e a sua velocidade de recuo tem aumentado em cada década relativamente à década precedente, desde meados da década de 1970. Entre 1984 e 2005, os glaciares de North Cascades perderam, em média, mais de 12.5 m da sua espessura e entre 20 e 40% do seu volume.
Os glaciólogos que estudam os glaciares de North Cascades concluíram que todos os 47 glaciares monitorizados encontram-se em recuo e que quatro deles - os glaciares Spider, Lewis (na imagem), Milk Lake e David - desapareceram totalmente desde 1985. O glaciar de White Chuck é um exemplo particularmente dramático. Este glaciar encolheu de 3.1 km² de área em 1958 para 0.9 km² em 2002. De igual modo, o glaciar Boulder no flanco sudeste do monte Baker recuou 450 m entre 1987 e 2005. Este recuo ocorreu durante um período de reduzida queda de neve no inverno e com temperatura mais alta que o normal durante o verão. Nesta região das Cascatas, a acumulação de neve durante o inverno decresceu 25% desde 1946, enquanto a temperatura de verão subiu 0.7 ℃ durante este mesmo período. A redução na acumulação de neve aconteceu apesar de um pequeno aumento da precipitação no inverno, o que reflete temperaturas mais altas no inverno com a consequente queda de chuva e derretimento dos glaciares mesmo durante o inverno. Em 2005, 67% dos glaciares de North Cascades que foram objeto de observação encontravam-se em desequilíbrio e não suportarão a continuação das condições climáticas atuais. Estes glaciares acabarão por desaparecer, a menos que as temperaturas baixem e que a quantidade de precipitação gelada aumente. Os restantes glaciares deverão estabilizar, desde que o clima não se torne mais quente, mas encontrar-se-ão muito reduzidos no seu tamanho.
Nas encostas abrigadas dos picos mais altos do Parque Nacional Glacier (GNP), em Montana, os glaciares estão rapidamente a diminuir a sua extensão. A área de cada glaciar tem sido cartografada ao longo de décadas pelos National Park Service e U.S. Geological Survey. A comparação de fotografias obtidas em meados do século XIX com imagens atuais, fornece evidências claras de que os glaciares deste parque recuaram muito desde 1850. Os glaciares maiores apresentam atualmente um terço do tamanho que tinham em 1850, e muitos glaciares mais pequenos pura e simplesmente desapareceram. Apenas 27% dos 99 km² de superfície do parque cobertos por glaciares em 1850 assim permaneciam em 1993. Os investigadores acreditam que pelo ano 2030, grande parte do gelo glaciar do Parque Nacional Glacier terá desaparecido a não ser que os padrões climáticos atuais invertam o seu curso. O glaciar Grinnell é apenas um dos muitos glaciares do Parque Nacional Glacier bem documentados fotograficamente ao longo de décadas. As fotografias abaixo mostram claramente o recuo deste glaciar desde 1938.[carece de fontes?]
|                         |                      |                       |                           |
| 1938 T.J. Hileman (GNP) | 1981 Carl Key (USGS) | 1998 Dan Fagre (USGS) | 2005 Blase Reardon (USGS) |

O clima semi-árido de Wyoming ainda consegue manter cerca de uma dúzia de pequenos glaciares no Parque Nacional de Grand Teton. Todos eles apresentam evidências de recuo durante os últimos 50 anos. O glaciar Schoolroom, situado ligeiramente para sudoeste de Grand Teton, e um dos mais fáceis de visitar no interior do parque, deverá desaparecer cerca de 2025. Investigações levadas a cabo entre 1950 e 1999 demonstraram que os glaciares na Floresta Nacional de Bridger-Teton e na Floresta Nacional de Shoshone nas montanhas de Wind River perderam cerca de dois terços do seu tamanho no período indicado. As fotografias conhecidas indicam que atualmente os glaciares têm uma extensão que é metade daquela que tinham em finais da década de 1890. Outros trabalhos indicam ainda que o recuo dos glaciares terá sido proporcionalmente maior na década de 1990 que em qualquer outra nos últimos 100 anos. O glaciar Gannett na encosta nordeste de pico Gannett, é o maior glaciar das Montanhas Rochosas a sul do Canadá. Este glaciar terá perdido mais de 50% do seu volume desde 1920, com quase metade dessa perda a ocorrer a partir de 1980. Os glaciólogos acreditam que os glaciares que ainda restam no Wyoming terão desaparecido em meados do século XXI, se os padrões climáticos se mantiverem.
Existem milhares de glaciares no Alasca, mas apenas alguns têm nome. O glaciar Columbia, próximo de Valdez, recuou 15 km nos últimos 25 anos, sendo origem de inúmeros icebergues. O glaciar Valdez, situado na mesma região também recuou significativamente. "Um levantamento dos glaciares costeiros do Alasca, feito a partir de avião, identificou mais de uma dúzia de glaciares em recuo rápido, incluindo-se entre eles os seguintes: Grand Plateau, Alsek, Bear e Excelsior. Dos 2000 glaciares observados 99% encontra-se em recuo". A Baía Gelada no Alasca, é alimentada por três grandes glaciares - Guyot, Yahtse e Tyndall - tendo todos eles sofrido perdas de comprimento e espessura e consequentemente de área. O glaciar Tyndall separou-se do glaciar Guyot durante a década de 1960, devido ao recuo deste, e recuou 24 km desde essa altura, com um recuo médio de 500 m/ano.
O Programa de Pesquisa do Campo de Gelo Juneau tem monitorizado os glaciares de descarga do campo de gelo de Juneau desde 1946. No lado oeste do campo de gelo o término do glaciar Mendenhall, que flui para os subúrbios de Juneau, recuou 580 m. Dos dezanove glaciares do campo de gelo Juneau, dezoito estão em recuo, e um, o glaciar Taku, encontra-se em avanço. Onze destes glaciares recuaram mais de 1 km desde 1948. O glaciar Taku encontra-se em avanço pelo menos desde 1890, altura em que o naturalista John Muir observou uma grande frente do glaciar que dava origem a icebergues. Por volta de 1948, o fiorde adjacente tinha sido preenchido, e o glaciar Taku deixou de produzir icebergues e continuou o seu avanço. Em 2005 este glaciar encontrava-se a apenas 1.5 km de atingir Taku Point e assim bloquear o braço de mar de Taku. O avanço médio do glaciar Taku foi 17 m/ano entre 1988 e 2005. O balanço de massa foi muito positivo no período 1946-88; no entanto, desde 1988 o balanço de massa tem sido ligeiramente negativo, facto que deverá abrandar a velocidade de avanço deste grande glaciar.
Registos de balanço de massa efetuados ao longo de muitos anos relativos ao glaciar Lemon Creek no Alasca, mostram uma ligeira diminuição do balanço de massa ao longo do tempo. O balanço médio anual para este glaciar era -0,23 m/ano entre 1957 e 1976. O balanço de massa tem-se tornado cada vez mais negativo, sendo em média -1,04 m/ano entre 1990 e 2005. Medições altimétricas repetidas ao longo de vários anos para 67 glaciares do Alasca mostram que as velocidades de adelgaçamento (ou de perda de massa) pelo menos duplicaram, quando comparadas com as registadas entre 1950 e 1995 (0.7 m/ano) e entre 1995 e 2001 (1.8 m/ano). Trata-se de uma tendência sistémica com a perda de massa a corresponder a perda de espessura, o que leva à aceleração do recuo - os glaciares não só estão a recuar, como também estão muito mais delgados. No Parque Nacional Denali, o ponto terminal do glaciar Toklat tem recuado 24 m/ano e o glaciar Cantwell 10 m/ano. Bem documentados no Alasca são os glaciares de avanço rápido (até 100 m/dia), ainda que as razões por detrás de tais avanços repentinos não sejam conhecidas.

#### Canadá

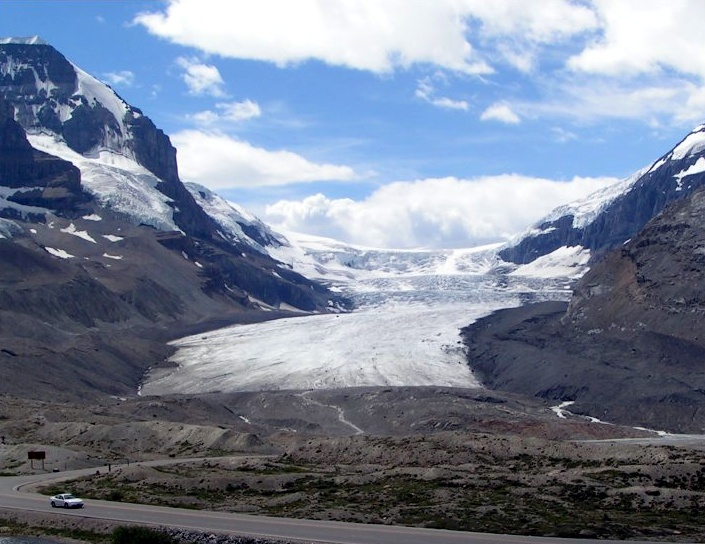
O glaciar Athabasca no campo de gelo Columbia das Montanhas Rochosas canadenses, recuou 1,500 m no último século. Ver também animação recente.

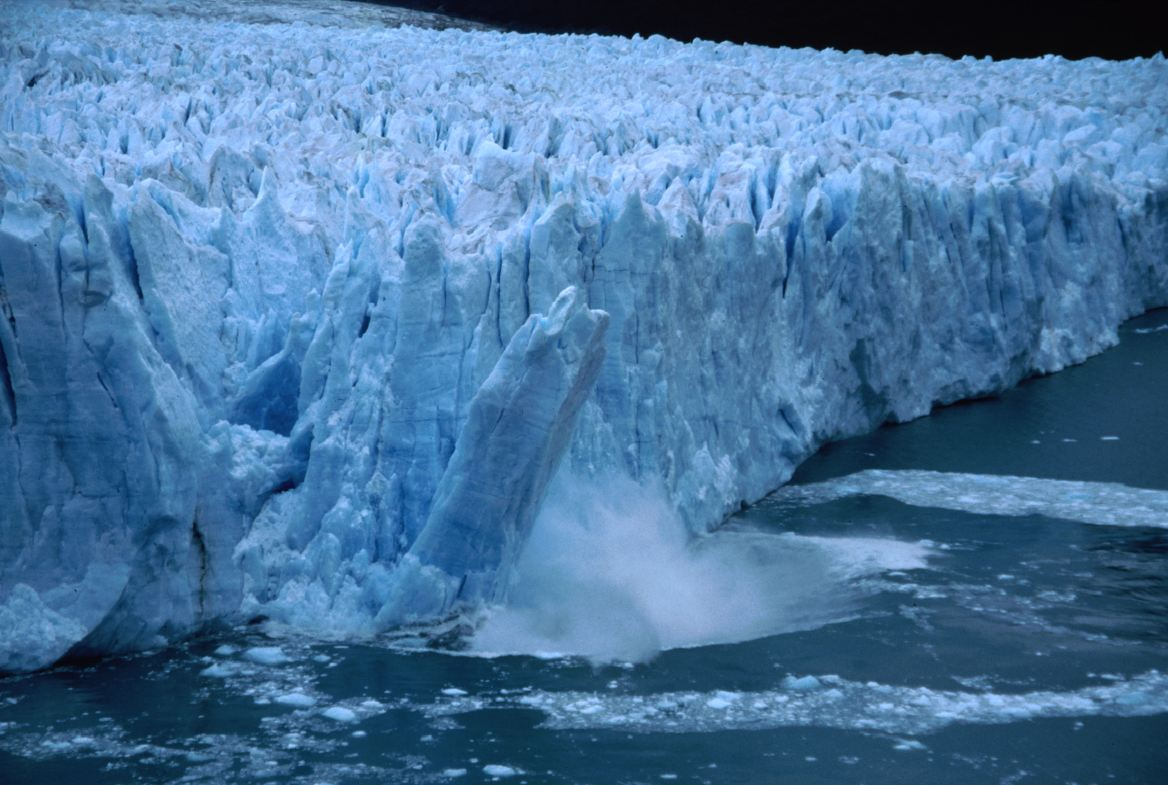
Glaciar Perito Moreno, um dos poucos que mantêm tamanho estável na última década.

Nas Montanhas Rochosas do Canadá os glaciares são geralmente maiores e mais comuns que em Montana. Um dos glaciares desta zona mais facilmente acessível é o glaciar Athabasca, que é um glaciar de descarga do campo de gelo Columbia. O glaciar Athabasca recuou mais de 1 500 m desde finais do século XIX. A velocidade de recuo deste glaciar aumentou desde 1980, após um período de recuo lento entre 1950 e 1980. O glaciar Peyto em Alberta cobrindo uma área de 12 km², recuou rapidamente durante a primeira metade do século XX, estabilizando a partir de 1966, recomeçando a recuar em 1976. O glaciar Illeillewaet no Parque Nacional Glacier na Colúmbia Britânica, recuou 2 km desde que foi fotografado pela primeira vez em 1887.[carece de fontes?]

### América do Sul
Grande parte das populações humanas em redor dos Andes centrais e meridionais na Argentina e Chile, reside em áreas que são dependentes da água fornecida por glaciares em fusão. A água destes glaciares alimenta também os caudais dos rios em alguns dos quais foram construídas barragens para produção hidroelétrica. Alguns investigadores crêem que em 2030 muitas das grandes calotas de gelo das zonas mais elevadas dos Andes terão desaparecido, se as atuais tendências climáticas se mantiverem. Na Patagónia, na ponta sul do sub-continente, as grandes calotas de gelo recuaram 1 km desde o início da década de 1990 e 10 km desde finais do século XIX. Foi também observado que que os glaciares da Patagónia estão a recuar a uma velocidade maior que a dos glaciares de qualquer outra região do mundo. O campo de gelo do norte da Patagónia perdeu 93 km² de área glaciar  durante os anos compreendidos entre 1945 e 1975 e 174 km² entre 1975 e 1996, o que indica que a velocidade de recuo está em crescimento. O campo de gelo do sul da Patagónia exibe uma tendência geral de recuo em 42 glaciares, enquanto quatro se encontram em equilíbrio e dois em avanço, considerando os anos compreendidos entre 1944 e 1986. O maior recuo verificou-se no glaciar O'Higgins, que durante o período 1896-1995 recuou 14 km. [carece de fontes?]
O glaciar Perito Moreno com 30 km de extensão total é um dos principais glaciares de descarga da calota de gelo patagónica, bem como o mais visitado nesta região. O Perito Moreno encontra-se atualmente em equilíbrio, mas sofreu oscilações frequentes no período 1947-1996, com um  ganho líquido de extensão igual a 4.1 km. Este glaciar avançou desde 1947, e mantém-se estável desde 1992. O glaciar Perito Moreno é um dos três glaciares patagónicos que se sabe terem avançado, enquanto são centenas os que se encontram em recuo.

## Regiões polares
Apesar de estarem próximos de e de serem importantes para populações humanas, os glaciares de vale e de montanha das regiões tropicais e das médias latitudes constituem apenas uma pequena fração do gelo glaciar existente na Terra. Cerca de 99% do gelo de água doce encontra-se nos mantos de gelo polares e subpolares da Antártida e Gronelândia. Estes mantos de gelo contínuos e de escala continental, com 3 km ou mais de espessura, cobrem grande parte das superfícies continentais polares e subpolares. Como rios fluindo de um enorme lago, numerosos glaciares de descarga transportam o gelo das orlas dos mantos de gelo para os oceanos.[carece de fontes?]

### Islândia
Nesta ilha-nação do Atlântico Norte encontra-se Vatnajökull, a maior calota de gelo da Europa. O Breiðamerkurjökull é um dos glaciares de descarga de Vatnajökul, tendo recuado 2 km entre 1973 e 2004. No início do século XX o Breiðamerkurjökull estendia-se até 250 m do oceano, mas em 2004 o seu ponto terminal havia recuado 3 km  em direção ao interior da ilha. Este recuo do glaciar expôs uma lagoa em rápida expansão pejada de icebergues originados na frente daquele. Esta lagoa tem 110 m de profundidade e quase duplicou o seu tamanho entre 1994 e 2004. Apenas um dos glaciares de descarga de Vatnajökull (num total de aproximadamente 40 glaciares designados por nomes próprios) não se encontrava em recuo em 2000. Na Islândia, entre 34 glaciares estudados entre 1995 e 2000, 28 encontravam-se em recuo, quatro encontravam-se estáveis e dois encontravam-se em avanço.

### Canadá

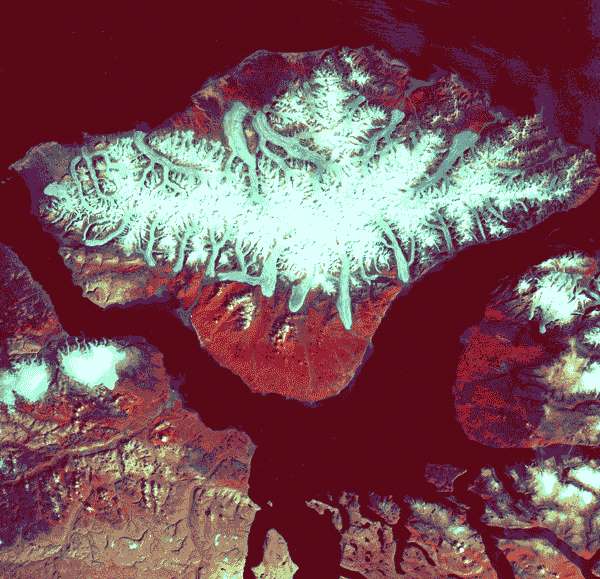
Calota gelada de Bylot, na ilha Bylot, uma das ilhas canadenses no Ártico, 14 de agosto de 1975 (USGS)

As ilhas canadenses do Ártico têm várias calotas geladas de grande dimensão, incluindo as calotas de Penny e Barnes na ilha Baffin, a calota de Bylot na ilha Bylot e a calota de Devon na ilha de Devon. Todas estas calotas encontram-se em adelgaçamento e recuo lentos. A calotas de Penny e Barnes têm perdido espessura à razão de cerca de 1 m/ano nos seus pontos de menor elevação entre 1995 e 2000. Em termos globais, entre 1995 e 2000, as calotas geladas no Ártico canadiano perderam 25 km³ por ano. Entre 1960 e 1999, a calota de Devon perdeu 67 km³ de gelo, sobretudo devido à perda de espessura. Todos os principais glaciares de descarga ao longo da margem oriental da calota de Devon recuaram 1 km desde 1960. No planalto de Hazen da ilha Ellesmere, a calota de Simmon perdeu cerca de 47% da sua área desde 1959. Se as condições climáticas atuais se mantiverem, o restante gelo glaciar do planalto de Hazen terá desaparecido por volta de 2050. Em 13 de agosto de 2005 a plataforma de gelo Ayles com 66 km² de extensão separou-se da costa norte da ilha de Ellesmere, flutuando em direção ao Oceano Ártico. Esta separação seguiu-se à partição da plataforma de gelo Ward Hunt em 2002. A plataforma de gelo de Ward Hunt perdeu 90% da sua extensão no último século.

### Europa do Norte
As ilhas árticas ao norte da Noruega e Rússia mostram, todas elas, evidências de recuo dos glaciares. No arquipélago de Svalbard, a ilha de Spitsbergen possui numerosos glaciares. Estudos indicam que o glaciar Hansbreen em Spitsbergen recuou 1.4 km entre 1936 e 1982 e outros 400 m no período entre 1982 e 1999. O Blomstrandbreen, um outro glaciar de Spitsbergen, recuou aproximadamente 2 km nos últimos 80 anos. Desde 1960 o recuo anual médio do Blomstrandbreen foi igual a 35 m, e esta média foi influenciada pela aceleração do recuo desde 1995. No arquipélago de Nova Zembla, a norte da Rússia, os estudos efetuados indicam que em 1952 existiam 208 km de linha de costa gelada. Em 1993 este valor havia diminuído 8% para 198 km..

### Gronelândia

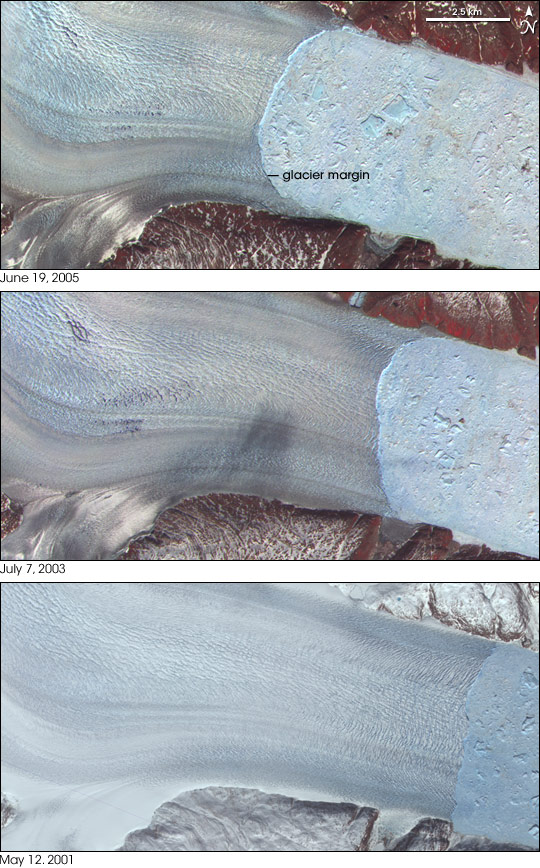
Recuo do glaciar Helheim entre 2001 e 2005

Na Gronelândia, o recuo dos glaciares tem sido observado nos glaciares de descarga, resultando num aumento da velocidade do gelo e desestabilização do balanço de massa do manto de gelo que lhes dá origem. O período desde 2000 viu aparecer o recuo em alguns grandes glaciares que há muito se encontravam estáveis. Três dos glaciares estudados - Helheim, Kangerdlugssuaq e Jakobshavn Isbræ - drenam conjuntamente mais de 16% do manto de gelo da Gronelândia. No caso do glaciar Helheim, os investigadores utilizaram imagens de satélite para determinar o movimento e recuo do glaciar. Imagens de satélite e fotografias áreas das décadas de 1950 e 1970 mostram que a frente do glaciar se havia mantido imóvel durante décadas. Em 2001 o glaciar entrou em recuo rápido, e em 2005 havia recuado um total de 7.5 km, acelerando de 21,33 m/dia para 33.5 m/dia durante aquele período.
Jakobshavn Isbræ, no oeste da Gronelândia, é um dos principais glaciares de descarga do manto de gelo da Gronelândia, bem como o glaciar mais rápido do mundo ao longo do último meio século. Pelo menos desde 1950 que se move a velocidades superiores a 24 m/dia com um ponto terminal estável. Em 2002, a sua ponta terminal flutuante com 12 km de extensão entrou em recuo acelerado, com a frente de gelo e ponta teminal a desintegrarem-se, acelerando para uma velocidade de recuo superior a 30 m/dia. Numa escala temporal mais curta, porções do tronco principal do glaciar Kangerdlugssuaq que se moviam a 15 m/dia entre 1998 e 2001, foram observadas a mover-se 40 m/dia no verão de 2005. Este glaciar não só recuou, como perdeu mais de 100 m da sua espessura.
O adelgaçamento acelerado, aceleração e recuo dos glaciares Helheim, Jakobshavns e Kangerdlugssuaq na Gronelândia, ocorridos quase simultaneamente, sugerem um mecanismo desencadeante comum, como o derretimento superficial aumentado devido ao aquecimento do clima regional. As atuais velocidades de fluxo são demasiado elevadas para serem causadas unicamente pela deformação interna do gelo, implicando que um aumento da força de escorregamento basal devido ao aumento de produção de água por degelo é a causa provável dos aumentos de velocidade. Este fenómeno foi designado como "efeito Jakobshavns" por Terence Hughes da Universidade do Maine em 1986.

### Antártida

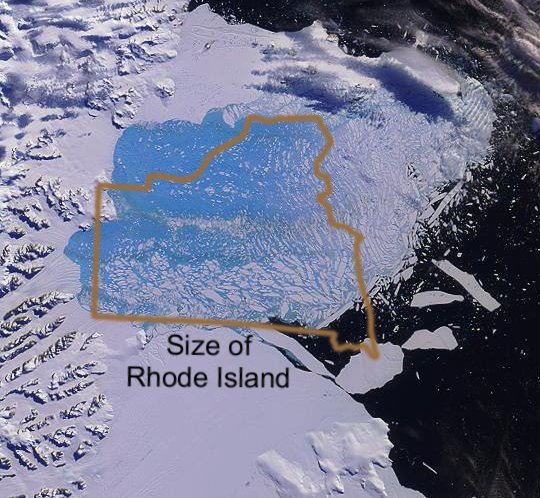
Colapso da plataforma de gelo Larsen B na Antártida. Esta plataforma de gelo tinha uma área equivalente à do estado americano de Rhode Island.

O clima da Antártida é caracterizado pelo frio intenso e grande aridez. A maior parte do gelo de água doce existente no mundo está contido nos grandes mantos de gelo que cobrem o continente antártico. O exemplo mais dramático de recuo glaciar neste continente é a perda de grandes secções da plataforma de gelo Larsen. As plataformas de gelo não são estáveis quando ocorre derretimento superficial, e o colapso da plataforma de gelo Larsen foi causado por temperaturas mais altas durante a época de fusão, que conduziram à ocorrência de derretimento superficial e consequente formação de lagos pouco profundos sobre a plataforma de gelo. A plataforma de gelo Larsen perdeu 2500 km² entre 1995 e 2001. Num período de 35 dias, com  início em 31 de Janeiro de 2002, cerca de 3250 km² da área da plataforma desintegraram-se. A plataforma apresenta atualmente 40% da sua extensão estável mínima anterior. Estudos recentes do British Antarctic Survey prevêem a potencial fragmentação da plataforma de gelo George VI devida ao aquecimento das correntes oceânicas resultante do aquecimento global.
O glaciar de Pine Island, um glaciar de descarga antártico que flui para o Mar de Amundsen, perdeu 3.5 ± 0.9 m por ano e recuou um total de 5 km em 3.8 anos. O ponto terminal do glaciar de Pine Island é uma plataforma de gelo flutuante, e o ponto em que se encontra emersa está a recuar 1.2 km por ano. Este glaciar drena uma porção substancial do manto de gelo da Antártida Ocidental e tem sido descrito como o ponto fraco deste manto de gelo. Idêntico padrão de adelgaçamento e recuo acelerado é observável no vizinho glaciar Thwaites. Adicionalmente o glaciar Dakshin Gangotri, um pequeno glaciar de descarga do manto de gelo antártico, recuou a uma velocidade média de 0.7 m/ano entre 1983 e 2002. Na Península Antártica, que é a única secção da Antártida que se estende bem para norte do Círculo Polar Antártico, existem centenas de glaciares em recuo. Num estudo de 244 glaciares da península, 212 recuaram em média 600 m desde as primeiras observações efetuadas em 1953. O maior recuo deu-se no glaciar Sjogren, que se encontra agora 13 km mais distante da costa do que na sua posição de 1953. Existem 32 glaciares que se observou terem avançado; no entanto este avanço foi modesto, em média 300 m por glaciar, o que é significativamente menor que o recuo maciço observado.

## Impactos do recuo dos glaciares
O recuo continuado dos glaciares terá vários impactos quantitativos distintos. Em áreas muito dependentes das águas escoadas desde glaciares que derretem durante os meses mais quentes do verão, a continuação do recuo atual acabará eventualmente por fazer desaparecer o gelo glaciar e reduzir substancialmente ou mesmo eliminar a quantidade de água escoada. Uma redução do escoamento afetará a capacidade de irrigação das colheitas e reduzirá os caudais estivais dos cursos de água, necessários à manutenção dos níveis de água em albufeiras e reservatórios. Esta situação é particularmente aguda para a irrigação na América do Sul, onde numerosos lagos artificiais são cheios exclusivamente com água originada no derretimento de glaciares. Os países da Ásia Central são também historicamente dependentes da água que sazonalmente escorre dos glaciares, quer para a irrigação quer para o consumo humano. Na Noruega, Alpes e Costa Pacífica do Noroeste da América do Norte, as águas dos glaciares são importantes para a produção hidroelétrica.[carece de fontes?]
Alguns destes recuos deram origem a esforços para abrandar a perda dos glaciares dos Alpes. Como meio de retardar o derretimento dos glaciares utilizados por certas estâncias de esqui da Áustria, os glaciares Stubai e Pitztal foram cobertos com plástico. Na Suíça é também utilizado plástico para reduzir o derretimento de gelo glaciar utilizado na prática de esqui.
Muitas espécies de plantas e animais de água doce e de água salgada, estão dependentes de águas fornecidas por glaciares para que seja mantido o habitat frio a que se adaptaram. Algumas espécies de peixes de água doce necessitam água fria para sobreviver e reproduzir-se, como por exemplo o salmão. A redução do escoamento de água proveniente dos glaciares poderá conduzir a caudais insuficientes nos cursos de água, impedindo a sobrevivência desta espécies.[carece de fontes?]
As alterações nas correntes oceânicas devido ao aumento da quantidade de água doce que chega aos oceanos devido ao derretimento de glaciares, e as potenciais alterações da circulação termoalina, podem ter impactos nas reservas pesqueiras de que os humanos dependem, bem como sobre o próprio clima.[carece de fontes?]
O potencial para uma grande subida do nível do mar depende sobretudo da ocorrência de fusão significativa nos mantos de gelo polares da Gronelândia e da Antártida, pois é aqui que se encontra grande parte do gelo glaciar. O British Antarctic Survey, utilizando modelos climáticos, determinou que pelo menos nos próximos 50 anos, a queda de neve na Antártida deverá continuar a exceder as perdas glaciares devidas ao aquecimento global. A perda glaciar na Antártida não está a aumentar significativamente, e não se sabe se este continente tem tendência a arrefecer ou a aquecer, apesar da Península Antártica ter aquecido em anos recentes, provocando o recuo dos glaciares nessa região. Se todo o gelo dos mantos polares derretesse, estima-se que os oceanos do mundo veriam o seu nível aumentado em cerca de 70 m. No entanto, com os baixos níveis de derretimento esperados para a Antártida, o nível do mar não deverá subir mais de 0.5 m, durante o século XXI, com uma subida média de 0.004 m/ano. A expansão térmica dos oceanos, independente do derretimento dos glaciares, contribuirá o suficiente para duplicar esse valor.